# Porites vaughani
Porites vaughani är en korallart som beskrevs av Crossland 1952. Porites vaughani ingår i släktet Porites och familjen Poritidae. IUCN kategoriserar arten globalt som livskraftig. Inga underarter finns listade i Catalogue of Life.